# Conjunto fortificado de Haza
El conjunto fortificado de Haza es un conjunto histórico del municipio español de Haza, en la provincia de Burgos. 

## Descripción
El conjunto se ubica en la localidad burgalesa de Haza, en Castilla y León.
Quedó protegido de forma genérica junto con el resto de castillos de España, el 22 de abril de 1949, mediante un decreto con la rúbrica del dictador Francisco Franco y el entonces ministro de Educación Nacional José Ibáñez Martín, publicado el 5 de mayo de ese mismo año en el Boletín Oficial del Estado. Cuenta con el estatus de Bien de Interés Cultural, como conjunto histórico.